# Yersiniose
Yersiniose é uma zoonose bacteriana causada por cocobacilos, gram negativos, anaeróbicos facultativos causados pelo Yersinia enterocolitica e mais comum em crianças e adolescentes. Quando causada por Yersinia pestis é chamada de peste bulbônica e quando causada por Yersinia pseudoturculosis é chamada pseudotuberculose.

## Causa
Consumir ou manipular carne crua ou mal cozida (especialmente linguiças e salsichas), leite não pasteurizado, contato direto ou indireto com mamíferos domésticos ou água não tratada infectada com excrementos de animais domésticos, especialmente de suínos e bovinos.

## Sinais e sintomas
O período de incubação é em média 5 dias (variação de 1-14 dias). Os sintomas incluem:
- Febre
- Dor abdominal baixa
- Diarreia (pode ter sangre e persistir por várias semanas).

Casos de enterocolite com necrose foi descrita em lactentes jovens. Artrite reativa ou síndrome de Reiter em articulações dos pulsos, joelhos ou tornozelos podem ocorrer um mês após o início da diarreia, resolvendo apenas depois de 1 a 6 meses. Um eritema nodoso também pode ocorrer também, manifestando-se como lesões dolorosas roxas ao longo do tronco e das pernas, geralmente resolvendo espontaneamente no primeiro mês. Raramente entra na corrente sanguínea e causa bacteriemia. Frequentemente são confundidos com apendicite.

## Epidemiologia
Mais casos são diagnosticados na Europa, Japão e Canadá. O risco é maior em locais temperados e meses frios. Provavelmente sub-diagnosticada em países subdesenvolvido, sendo tratada como uma enterocolite não especificada.

## Tratamento
Tratamento antibiótico para a gastroenterite por Yersinia só é necessário para complicações graves, como sepse ou bacteremia. Nesses casos as drogas de escolha são a doxiciclina e um aminoglicosídeo. As alternativas incluem cefotaxima, cotrimoxazol e fluoroquinolonas como a ciprofloxacina ou tetraciclinas. Geralmente são resistentes a penicilina e cefalosporina de primeira geração.